# Emole
Emole (kinesiska: 额莫勒, 额莫勒苏木) är en socken i Kina. Den ligger i den autonoma regionen Inre Mongoliet, i den norra delen av landet, omkring 990 kilometer öster om regionhuvudstaden Hohhot.
Genomsnittlig årsnederbörd är 793 millimeter. Den regnigaste månaden är juli, med i genomsnitt 172 mm nederbörd, och den torraste är januari, med 7 mm nederbörd.